# Karl August Hermann
Karl August Hermann (Võhma, 1851. szeptember 23. – Tartu, 1909. január 11.) észt nyelvész, újságíró, zeneszerző

## Élete
Apja kovácsmester volt. Elemi iskoláit Põltsamaaban végezte, később Szentpéterváron tanult tovább. Előbb a põltsamaai plébánián volt segédtanító, majd 1871-től 1873-ig Szentpéterváron szintén mint tanár tevékenykedett. 1874 és 1878 közt a Tartui Egyetemen teológiát, majd 1878 és 1880 közt a Lipcsei Egyetemen összehasonlító nyelvészetet tanult, itt szerezte doktorátusát is. Ezután visszaköltözött Tartuba, ahol 1882-től az Eesti Postimees című lap szerkesztőjeként dolgozott. Számos észt egyesületben és bizottságban tevékenykedett, támogatta az észtek nemzeti ébredését. 
1886-ban megvásárolta a Perno Postimees című lapot, amelyet Tartuban jelentetett meg, s később Postimees névre keresztelt át. 1889-től a Tartui Egyetemen mint észt oktató dolgozott. 1896 már betegen eladta részvényeit a Postimees-nek, ahol egy új, fiatal észt generáció folytatta a lap szerkesztését. 
Karl August Hermann nagy hatást gyakorolt kortársaira. Zenével, történelemmel, nyelvészettel, újságírással és sok más területtel foglalkozott. Ú volt az első észt opera, az Uku ja Vanemuine szerzője, a művet 1908-ban mutatták be. Az operában az észtek nem a sumeroktól való állítólagos leszármazásával foglalkozott. Emellett számos észt dalt publikált, s 1885-től 1887-ig jelentette meg a Laulu ja mängu leht című észt zenei havilapot. Több dalfesztivál zenei igazgatója is volt, ő maga is számos észt dalt írt kórusok számára. 
Szerkesztőként aktívan részt vett az írott észt nyelv szabványosításában. 1884 és 1896 közt ő adta ki az első teljes észt nyelvtant. Új észt szavakat is alkotott. Az általa írt s 1898-ban megjelentetett észt irodalomtörténet (Eesti kirjanduse ajalugu) máig komoly tudományos értékkel bír. Első észt enciklopédiája, amelyen 1900-tól haláláig dolgozott, befejezetlen maradt.

## Fordítás
- Ez a szócikk részben vagy egészben  a   Karl August Hermann című német Wikipédia-szócikk ezen változatának fordításán alapul.  Az eredeti cikk szerkesztőit annak laptörténete sorolja fel. Ez a jelzés csupán a megfogalmazás eredetét és a szerzői jogokat jelzi, nem szolgál a cikkben szereplő információk forrásmegjelöléseként.